# Global Kryner
Global Kryner est un groupe autrichien de Vienne.

## Histoire
Global Kryner naît d'une idée de Christof Spörk, clarinettiste, chanteur et parolier du groupe humoristique Die Landstreich. Il s'entoure de Sebastian Fuchsberger (membre de Mnozil Brass). Avec la chanteuse Anna Hauf, l'accordéoniste Wolfgang Peer, le trompettiste Wolfgang Sohm et Hardy Kamm, le guitariste de Christina Stürmer, Global Kryner donne son premier concert sous le nom de "over.kryner" le 4 mai 2002 à Scheibbs lors du festival AufhOHRchen.
Anton Sauprügl devient l'accordéoniste à l'automne 2002, Edi Köhldorfer guitariste à l'automne 2003. Ännie Höller et Thomas Gansch complètent la formation pour l'enregistrement du premier album entre novembre 2003 et février 2004. Publié en avril 2004, il devient disque d'or et présent pendant quarante semaines dans les meilleures ventes.
En 2005, Global Kryner remporte l'Amadeus Austrian Music Award du groupe pop-rock et est sélectionné pour représenter l'Autriche au Concours Eurovision de la chanson avec la chanson Y así. Le groupe n'est pas sélectionné pour la finale.
En 2006, le groupe obtient le prix satirique Prix Pantheon.
En 2009, Global Kryner enregistre un album avec The Rounder Girls.
Début 2013, le groupe annonce sa dissolution pour le mois d'octobre et faire une tournée d'adieu dans les pays germanophones.

## Style
Global Kryner ne fait ni dans le Volkstümliche Schlager ni dans la musique pop. Les compositions sont caractérisées par des harmonies de jazz, des changements de mesure, de rythme et de tempo. Il n'y a pas de batterie, le trombone basse, la guitare et l'accordéon tiennent du Drive.

## Discographie
- global.kryner, avril 2004
- Krynology, mai 2005
- Weg, septembre 2007
- Live in Luxembourg, novembre 2008
- Global Kryner versus The Rounder Girls, novembre 2009
- Global Kryner - Coverstories, octobre 2011

## Source de la traduction
- (de) Cet article est partiellement ou en totalité issu de l’article de Wikipédia en allemand intitulé « Global Kryner » (voir la liste des auteurs).